# آندسور
آندسور (نام علمی: Andesaurus) نام یک گونه از زیرراسته سوسمارپاشکلان است.